# Genetta tigrina
Genetta tigrina là một loài động vật có vú trong họ Cầy, bộ Ăn thịt. Loài này được Schreber mô tả năm 1776.

## Hình ảnh

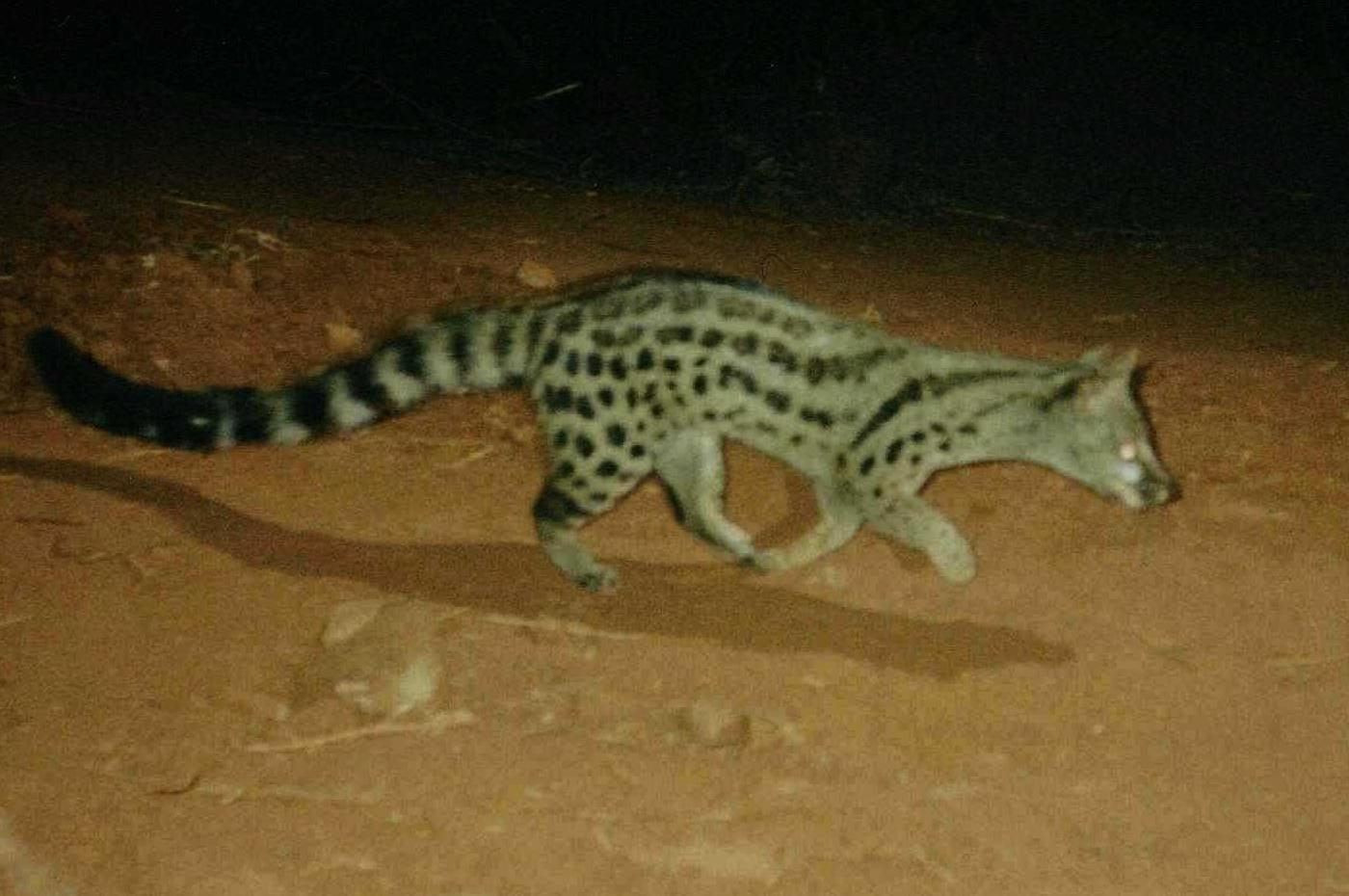
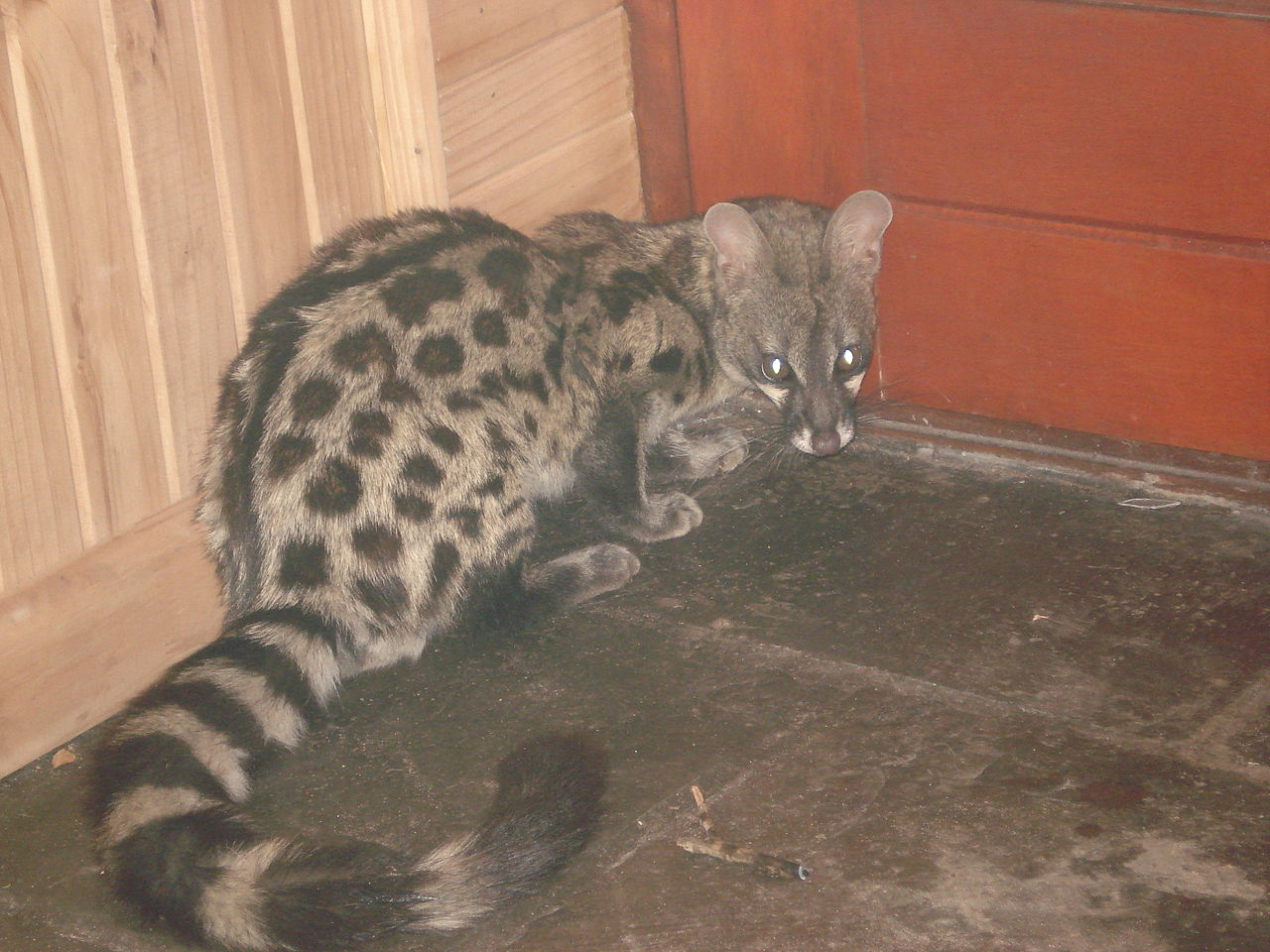
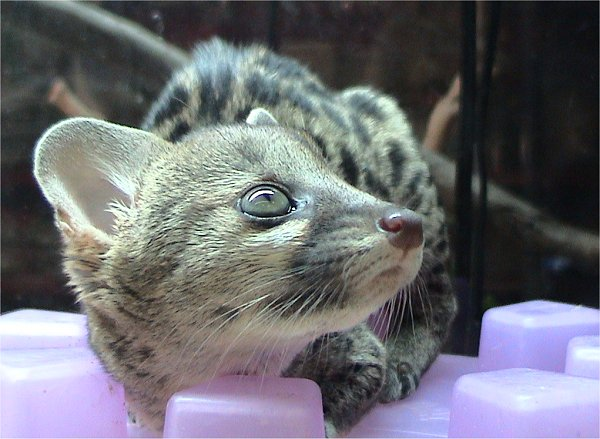
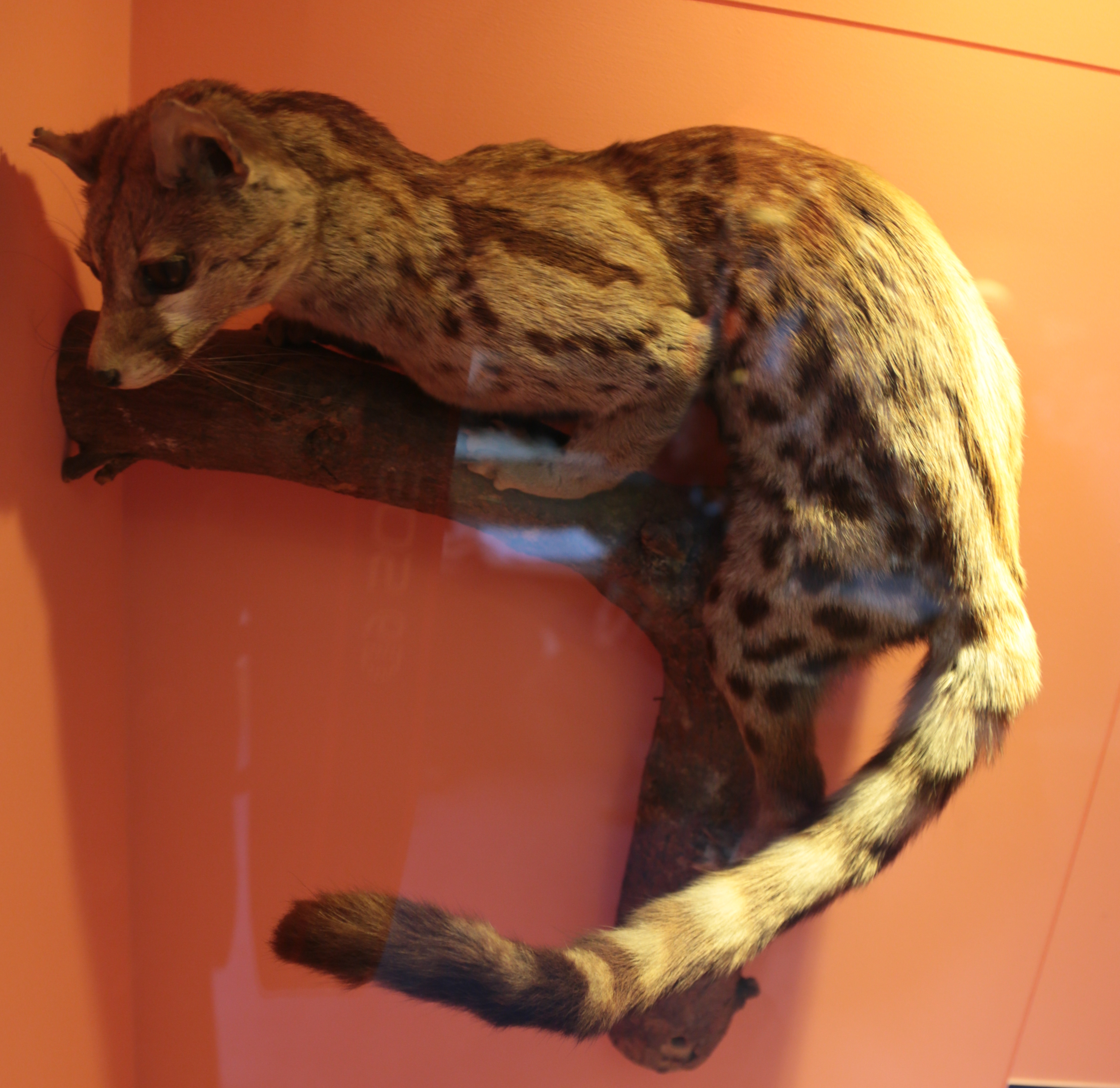